# Gabardini G.8
Il Gabardini G.8 fu un aereo da caccia monomotore, monoposto e biplano, sviluppato dall'azienda aeronautica Gabardini SA nei primi anni venti.
Concepito per il mercato militare, sia nella versione armata che in quella disarmata e sottopotenziata da addestramento, non avendo ricevute commesse, anche dopo lo sviluppo di una versione modificata denominata G.8bis, il modello non venne avviato alla produzione in serie.

## Storia del progetto
Nel 1923 Giuseppe Gabardini, titolare dell'azienda che portava il suo nome, decise di diversificare la propria gamma di velivoli, degli addestratori fino ad allora sviluppati per il mercato dell'aviazione civile, con un nuovo progetto di aereo militare, il primo modello dell'azienda destinato a quel mercato, un caccia che con la stessa cellula potesse essere utilizzato anche come addestratore avanzato.
Il nuovo modello, identificato dall'azienda come G.8, riproponeva l'impostazione classica del periodo, un monomotore biplano con carrello d'atterraggio fisso, caratterizzato dalla struttura metallica ricoperta da tela, dalla velatura biplano-sesquiplana con piani alari, il superiore di apertura leggermente superiore e l'unico dotato di alettoni, connessi da una sola coppia di montanti interalari per lato e dalla cofanatura motore di impostazione automobilistica, con il radiatore dell'impianto di raffreddamento in posizione frontale dietro all'elica lignea bipala a passo fisso. In contemporanea venne avviata la costruzione di un modello similare, il G.9, che pur mantenendo la stessa cellula presentava delle differenze nella velatura, con ala superiore dalla maggior ampiezza e struttura generale rinforzata.

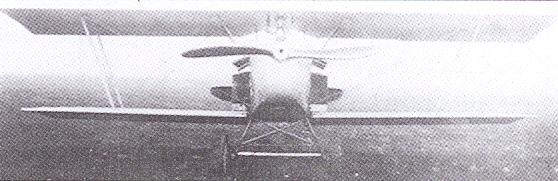
Vista frontale del G.8bis.

Allo scopo di fornire un modello destinato alla formazione dei piloti dalle prestazioni più modeste, la versione da addestramento era disarmata ed equipaggiata con un motore Hispano-Suiza 8A, un 8 cilindri a V raffreddato a liquido, depotenziato a soli 140 hp (104 kW), mentre la versione da caccia era armata con due mitragliatrici sincronizzate Vickers calibro 7,7 mm, camerate per il munizionamento 7,7 × 56 mm R e sparanti attraverso il disco dell'elica, con un motore, sempre l'Hispano-Suiza V8, da 200 hp (148 kW).
Non riuscendo a sottoscrivere commissioni, l'azienda intervenne sul progetto originale realizzando la variante G.8bis, sviluppo motorizzato con un Hispano-Suiza HS 34 da 180 hp (134 kW) con naso modificato, dove il radiatore singolo del G.8 venne sostituito con due più piccoli posizionati ai lati della fusoliera, e dalla velatura con piano alare inferiore dall'apertura incrementata.

## Impiego operativo
Il modello venne valutato dalla Regia Aeronautica, che tuttavia non ritenne di doversi dotare del modello. Tutti i G.8 costruiti vennero impiegati dalla scuola di volo di Cameri tra la metà degli anni venti fino almeno ai primi anni trenta; in seguito l'azienda di Gabardini venne liquidata tra il 1934 e il 1935.

## Versioni
G.8 addestratore
versione da addestramento disarmata equipaggiata con un motore di bassa potenza.
G.8 caccia
versione armata equipaggiata con motorizzazione più potente
G.8bis
versione modificata, caratterizzata da una diversa motorizzazione, visibilmente identificabile dal diverso posizionamento dei radiatori dell'impianto di raffreddamento, e piano alare inferiore dall'apertura maggiorata.

## Utilizzatori
Italia
- Regia Aeronautica